# Robert Fulton

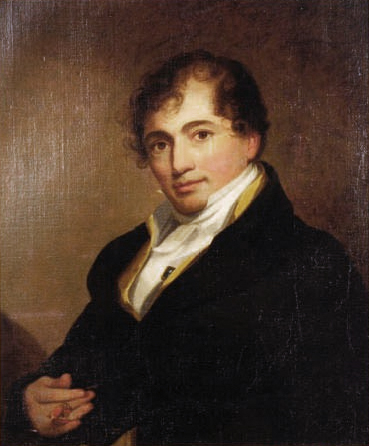
Robert Fulton

Robert Fulton (Fulton Township, Pennsilvània, 14 de novembre de 1765 − Nova York, 24 de febrer de 1815), va ser un inventor estatunidenc.
És considerat com l'inventor del vaixell de vapor, el North River Steamboat (també conegut com Clermont). El 1807, aquell vaixell de vapor va viatjar pel riu Hudson amb passatgers des de la ciutat de Nova York fins a Albany i de tornada, un viatge d'anada i tornada de 555 km, en 62 hores. L'èxit del seu vaixell de vapor va canviar el trànsit fluvial i el comerç als principals rius americans.
El 1800, Fulton havia rebut l'encàrrec de Napoleó Bonaparte, líder de França, d'intentar dissenyar un submarí; després va fabricar el primer submarí pràctic de la història. També hauria inventat alguns dels primers torpedes navals del món utilitzats per la Royal Navy.
Fulton es va interessar per les màquines de vapor i la idea dels vaixells de vapor el 1777 quan tenia al voltant de dotze anys i va visitar el delegat estatal William Henry de Lancaster a l'estat de Pennsilvània, que era interessat en aquest tema. Henry havia conegut l'inventor James Watt i la seva màquina de vapor Watt en una visita anterior a Anglaterra. Gràcies al seu talent com enginyer desenvolupà el procés ja conegut de Denis Papin a Alemanya el 1707, de Auxiron i Claude François Jouffroy d'Abbans a França (1774), de John Fitch (1787) a Amèrica i de Symington (1788, 1801) a Anglaterra.

## Biografia

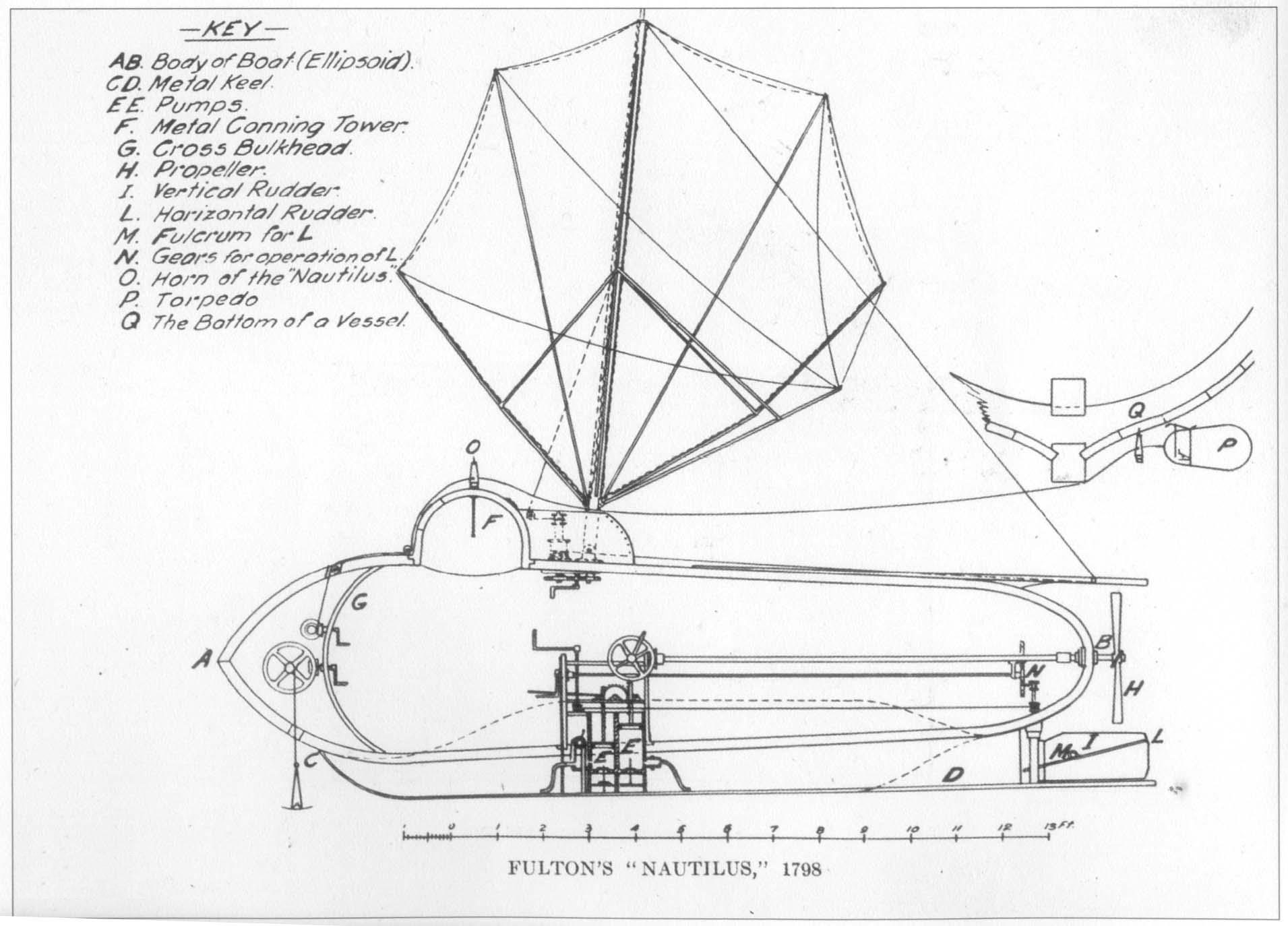
Un dibuix de la invenció de Fulton, el Vaixell Nautilus 1800 submarine

Robert Fulton va néixer a una granja de Little Britain a Pennsilvània, el 14 de novembre de 1765. El seu pare, Robert Fulton, es va casar amb Mary Smith, filla del capità Joseph Smith i germana del coronel Lester Smith, una família relativament benestant. Va tenir tres germanes, Isabel, Isabel i Maria, i un germà petit, Abraham. El seu pare va morir quan ell tenia tres anys.
Durant sis anys, va viure a Filadèlfia, on va pintar retrats i paisatges, va dibuixar cases i maquinària, i va poder enviar diners a casa per ajudar a mantenir la seva mare. El 1785, Fulton va comprar una granja a Hopewell Township, al comtat de Washington, prop de Pittsburgh per 80 £ (equivalent a 13.638 dòlars el 2018), i hi va traslladar la seva mare i família.

## Carrera

### Carrera a Europa (1786–1806)

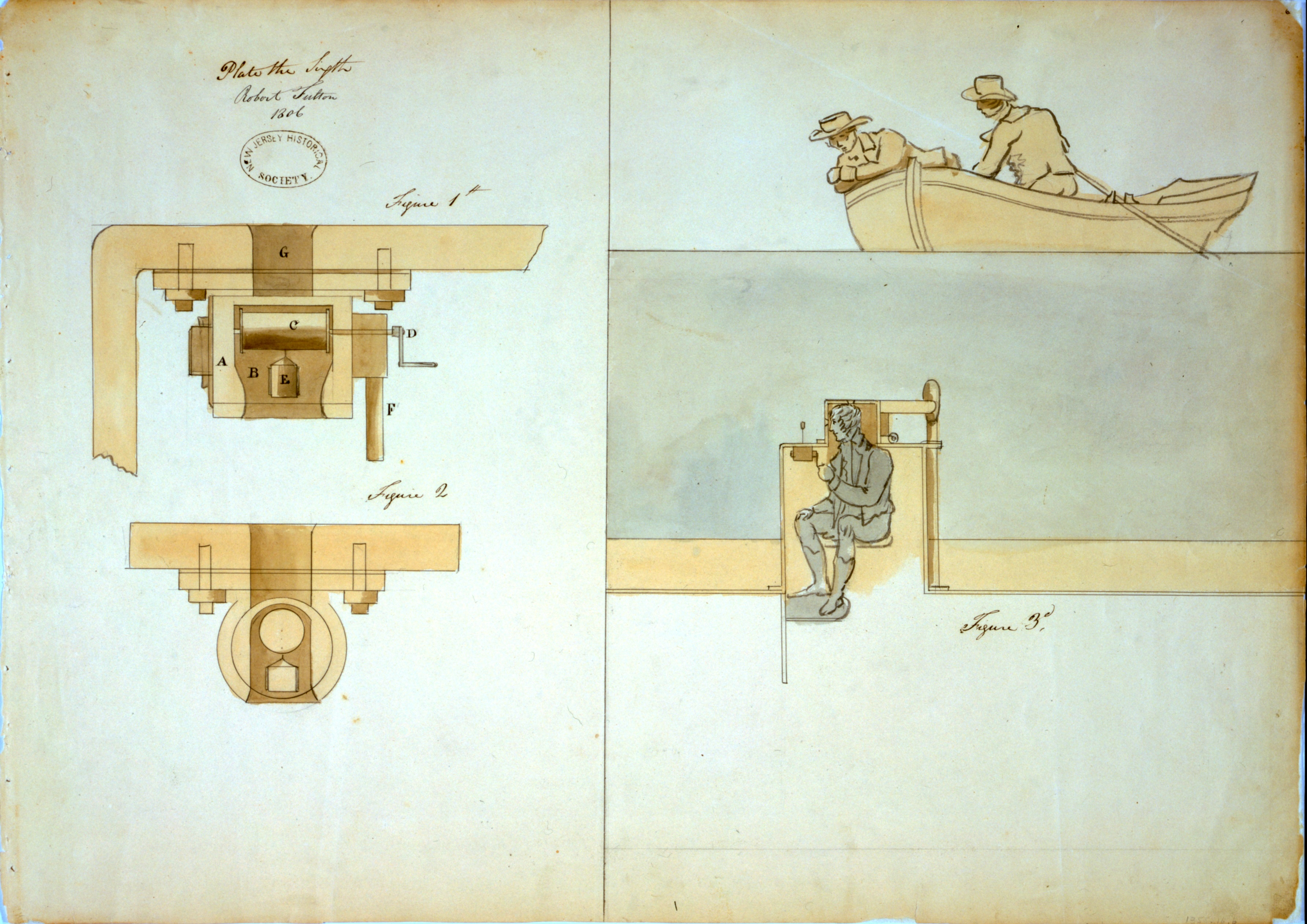
Disseny de submarí de Fulton de 1806 per al govern dels EUA

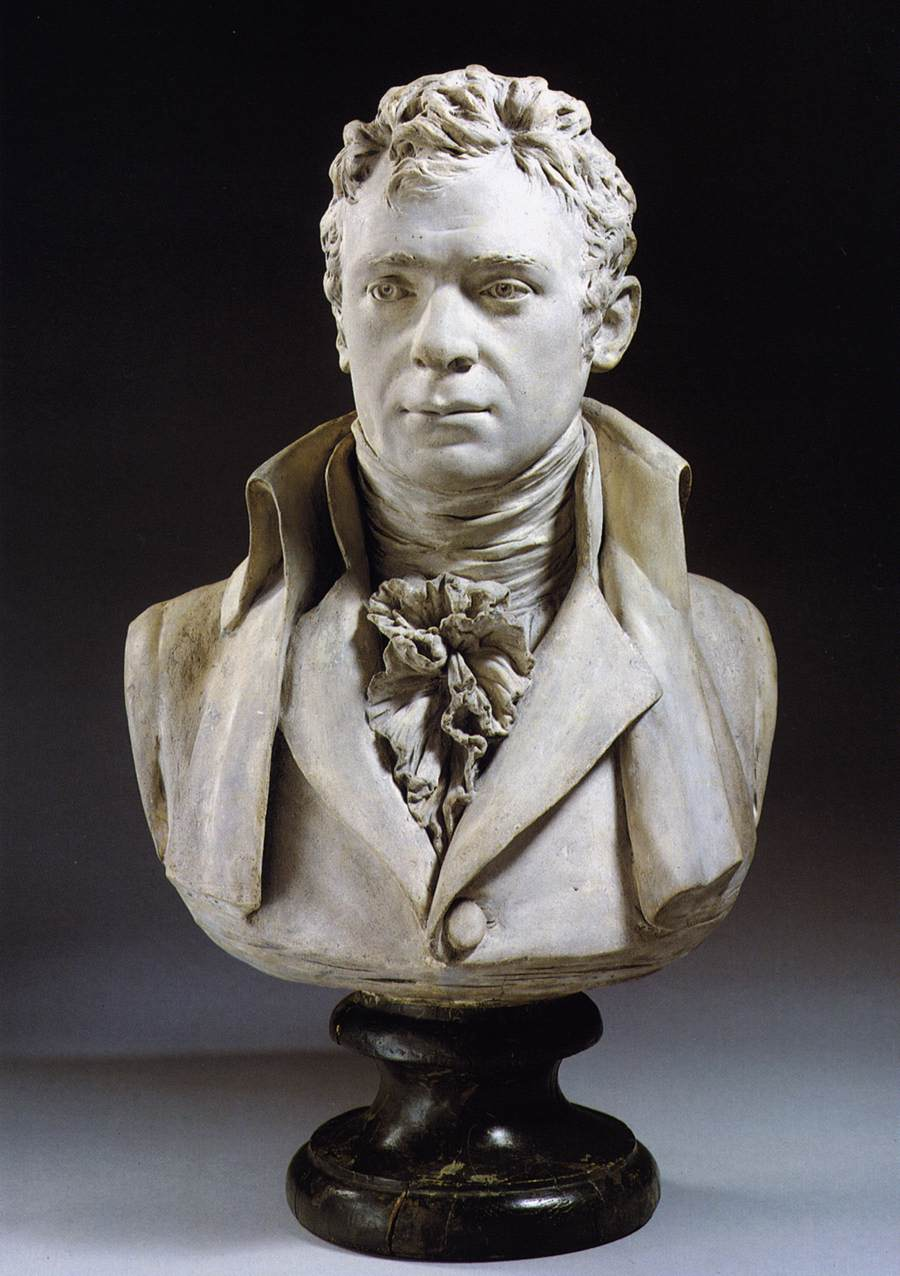
Un bust de Fulton de 1803 de Jean-Antoine Houdon

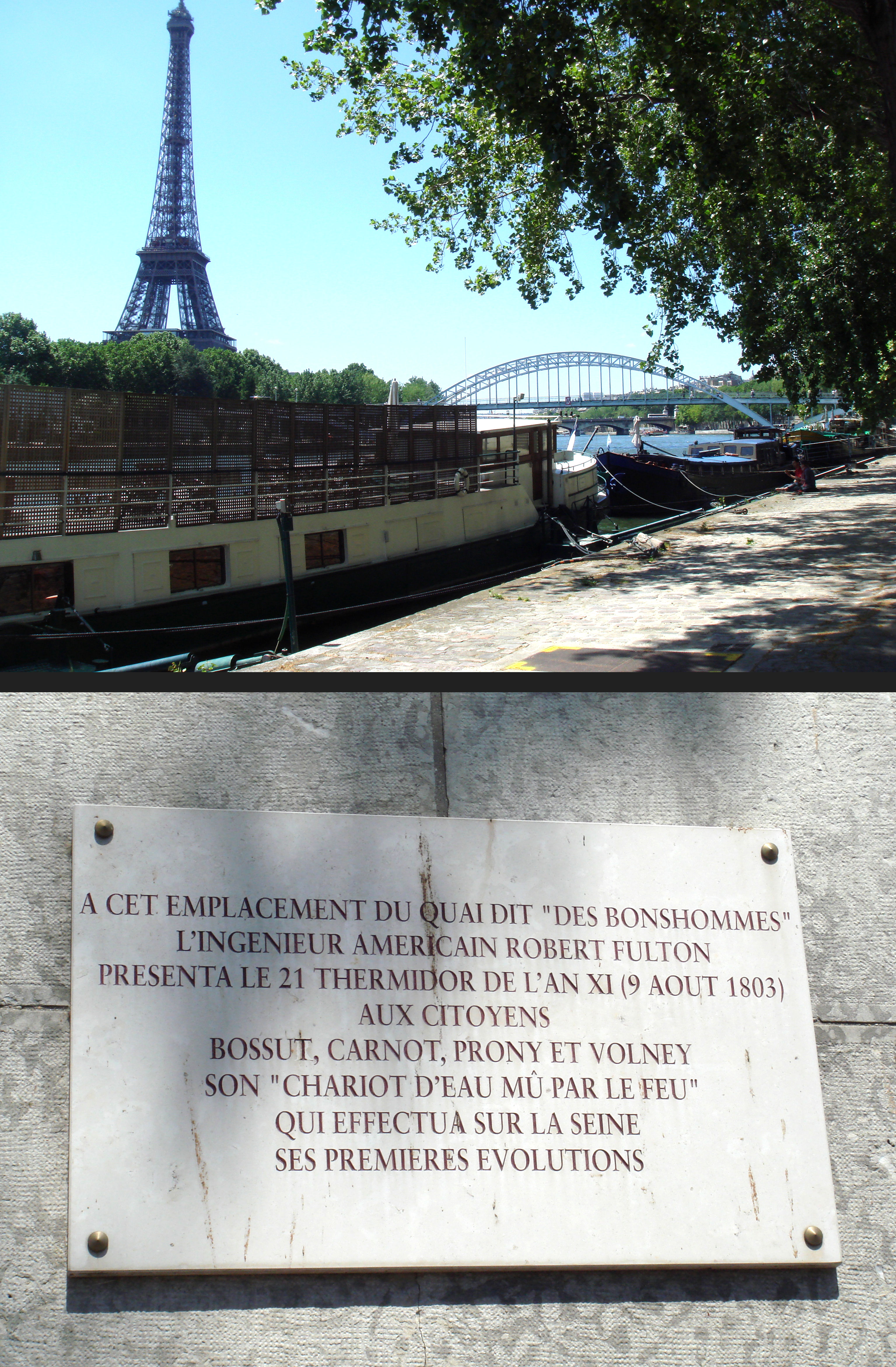
Localització i placa de l'experiment de Fulton el 9 d'agost de 1803

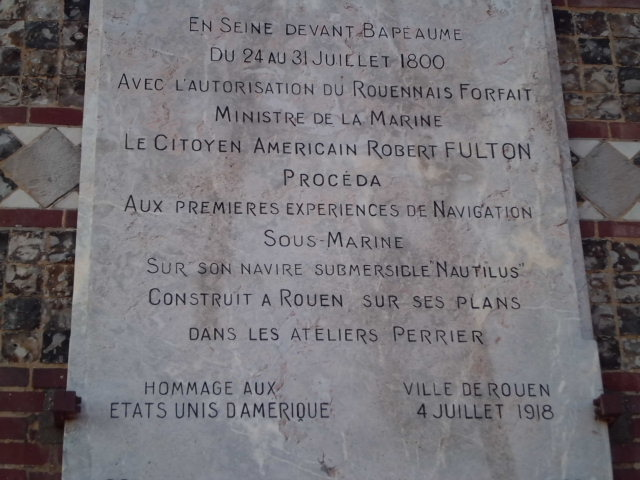
Una placa commemorativa de 1918 de Fulton al port de Rouen, agraint als Estats Units la seva implicació en la Primera Guerra Mundial

Quan tenia disset anys se'n va cap a Filadèlfia on practicà la pintura de retrats i on es trobà amb Benjamin Franklin.
A principi de 1786, Fulton va desenvolupar símptomes de tuberculosi i un metge eminent li va aconsellar que fes un viatge oceànic en benefici de la seva salut. Fulton va viatjar a Europa, on viuria durant els següents vint anys. Va anar a Gran Bretanya a la tardor de 1786 per estudiar pintura. Tenia cartes de presentació als nord-americans de l'estranger de persones destacades que havia conegut a Filadèlfia. Ja va mantenir correspondència amb l'artista Benjamin West; els seus pares havien estat amics íntims. West va portar Fulton a casa seva, on Fulton va viure durant uns quants anys i va estudiar pintura. Fulton va guanyar molts encàrrecs pintant retrats i paisatges, cosa que li va permetre mantenir-se. Va continuar experimentant amb invents mecànics. A poc a poc es va decantar per al disseny industrial. Hi va inventar el vaixell de Fitch propulsat per hèlix (1796-1797).
Fulton es va quedar atrapat per l'entusiasme del Canal Mania. El 1793 va començar a desenvolupar les seves idees per a canals de remolcadors amb plans inclinats en comptes de rescloses. Va obtenir una patent per a aquesta idea el 1794, i també va començar a treballar en idees per a la potència del vapor dels vaixells. Va publicar un fullet sobre canals i va patentar una màquina de dragatge i diversos invents més. El 1794, es va traslladar a Manchester per adquirir coneixements pràctics de l'enginyeria de canals anglesos. Mentre era allà es va fer amistat amb Robert Owen, un fabricant de cotó i primer socialista. Owen va acceptar finançar el desenvolupament i la promoció dels dissenys de Fulton per a plans inclinats i màquines d'excavació de terra; va ser fonamental per presentar l'americà a una empresa de canals, que li va atorgar un subcontracte. Però Fulton no va tenir gaire succés en aquest esforç pràctic i va renunciar al contracte al cap de poc temps.
Ja el 1793, Fulton va proposar plans per a vaixells propulsats a vapor tant als governs dels Estats Units com al britànic. Els primers vaixells de vapor havien aparegut considerablement abans. Claude de Jouffroy va construir el primer vaixell de vapor, en el qual el motor movia els rems. Anomenat Palmipède, fou provat al Doubs l'any 1776. L'any 1783, de Jouffroy va construir  Pyroscaphe, el primer vaixell de vapor, que va navegar amb èxit a la Saona. La primera prova amb èxit d'un vaixell de vapor a Amèrica l'havia fet l'inventor John Fitch, al riu Delaware el 22 d'agost de 1787. William Symington havia provat amb èxit els vaixells de vapor el 1788, i sembla probable que Fulton fos conscient d'aquests desenvolupaments.
A la Gran Bretanya, Fulton va conèixer el duc de Bridgewater, Francis Egerton, el canal del qual, el primer que es va construir al país, s'utilitzava per a les proves d'un remolcador de vapor. Fulton es va entusiasmar molt amb els canals i va escriure un tractat de 1796 sobre la construcció de canals, suggerint millores a les rescloses i altres característiques. Treballant per al duc de Bridgewater entre 1796 i 1799, Fulton va fer construir un vaixell de fusta al pati del duc, sota la supervisió de Benjamin Powell. Després de la instal·lació de la maquinària subministrada pels enginyers Bateman i Sherratt de Salford, el vaixell va ser degudament batejat com Bonaparte en honor a Fulton d'haver servit sota Napoleó. Després de proves costoses, a causa de la configuració del disseny, l'equip va témer que les pales poguessin danyar el revestiment d'argila del canal i finalment va abandonar l'experiment. El 1801, Bridgewater va ordenar vuit vaixells per al seu canal basat en el  Charlotte Dundas, construït per Symington.
El 1797, Fulton va anar a París, on era conegut com a inventor. Va estudiar francès i alemany, juntament amb matemàtiques i química. Fulton també va exposar la primera pintura panoràmica que es va mostrar a París, Vue de Paris depuis les Tuileries (1800), de Pierre Prévost, al que encara avui s'anomena Rue des Panoramas. Mentre vivia a França, Fulton va dissenyar el primer submarí de propulsió muscular, el Nautilus 1800, entre 1793 i 1797. També va experimentar amb torpedes. Quan es va provar, el seu submarí va operar sota l'aigua durant 17 minuts a 25 peus d'aigua. Va demanar al govern que en subvencionés la construcció, però va ser rebutjat dues vegades. Finalment, es va acostar al ministre de Marina i, l'any 1800, se li va concedir el permís per construir. La drassana Perrier de Rouen el va construir, i el submarí va navegar per primera vegada el juliol de 1800 al riu Sena a la mateixa ciutat.
El 1797 Fulton se'n va a França on, el 1783, el marquès Claude de Jouffroy experimentà amb èxit el Pyroscaphe, un vaixell de vapor equipat amb rodes.
El 26 d'abril de 1799, Fulton obté l'explotació del panorama inventat per Robert Barker a Anglaterra i exposà el primer panorama francès al bulevard dels Capucines: Vue de Paris depuis les Tuileries («Vista de París des de les Teuleries»).
Fulton proposà al Directori revolucionari, que era en guerra contra Anglaterra, un submarí anomenat Nautilus, 70 anys abans del llibre de Jules Verne Vingt mille lieues sous les mers. Els assajos del submarí (1801) no convenceren les autoritats franceses.
Fulton va conèixer Robert R. Livingston, que va ser nomenat ambaixador dels Estats Units a França el 1801. També tenia una ment curiosa científicament, i els dos homes van decidir col·laborar en la construcció d'un vaixell de vapor i intentar operar-lo al Sena. Fulton va experimentar amb la resistència a l'aigua de diverses formes de casc, va fer dibuixos i maquetes i va fer construir un vaixell de vapor. A la primera prova el vaixell va funcionar perfectament, però el casc es va reconstruir i reforçar més tard. El 9 d'agost de 1803, quan aquest vaixell va ser conduït pel riu Sena, es va enfonsar. El vaixell feia 20 m de llarg, amb un 2,4 m de biga, i feia entre 5 i 6 km/h contra corrent.
El 9 d'agost de 1803, Robert Fulton va fer funcionar el primer vaixell de vapor al riu Sena en presència de molts membres de l'Institut: Volney, Prony, Bossut i Carnot.
El 1804, Fulton va canviar la lleialtat i es va traslladar a la Gran Bretanya, on va rebre l'encàrrec del primer ministre William Pitt «El Jove» de construir una sèrie d'armes per a la Royal Navy durant els ensurts de la invasió de Napoleó. Entre els seus invents hi havia els primers torpedes navals moderns del món (mines modernes). Aquests van ser provats, juntament amb altres dels seus invents, durant el Raid de 1804 a Boulogne, però van tenir un èxit limitat. Encara que Fulton va continuar desenvolupant els seus invents amb els britànics fins al 1806, la victòria naval aclaparadora de l'almirall Horatio Nelson a la batalla de Trafalgar de 1805 va reduir molt el risc d'una invasió francesa. Com a resultat, Fulton va quedar cada cop més al marge.

### Carrera als Estats Units (1806–1815)
El 1806, Fulton va tornar als Estats Units. El 1807, ell i Robert R. Livingston hi van construir el primer vaixell de vapor amb èxit comercial, el North River Steamboat (més tard conegut com Clermont). La companyia naviliera de Livingston va començar a utilitzar-lo per transportar passatgers entre la ciutat de Nova York pel riu Hudson fins a la capital de l'estat Albany. Clermont va fer els 280 km de viatge en 32 hores. Entre els passatgers del viatge inaugural hi havia un advocat Jones i la seva família de la ciutat de Bethlehem a Pennsilvània. La seva filla Alexandra Jones més tard va servir com a infermera de la Unió en un hospital-vaixell de vapor durant la Guerra Civil dels Estats Units. També va dissenyar el primer vaixell de vapor de guerra.
El Clermont va ser el primer vaixell de vapor d'èxit a Amèrica. Mentre es construïa, la gent l'anomenava Fulton's Folly. El Clermont tenia veles i també una màquina de vapor. A cada extrem del vaixell hi havia un pal curt amb una petita vela quadrada que es podia desplegar quan calgués. El motor era al centre del vaixell i era envoltat de fusta de corda. El motor tenia 24 cavalls de potència. A sobre del motor hi havia una alta i esvelta xemeneia de fum. A cada costat hi havia una gran roda de pales oberta i descoberta. El diàmetre de les rodes de pales era 4,6 m. El vaixell feia 41 m de llarg i 5,5 m d'ampla. Tenia un desplaçament de 160 tones. Fulton va rebre dues patents per aquest vaixell de vapor, una el 1809 i l'altra el 1811.
Des de 1811 fins a la seva mort, Fulton va ser membre de la Comissió del Canal Erie, nomenat pel governador de Nova York.
El disseny final de Fulton va ser la bateria flotant United States floating battery. Aquest, el primer vaixell de guerra impulsat per vapor del món, va ser construït per a la Marina dels Estats Units per a la Guerra anglo-americana de 1812-1815. El vaixell pesat no es va completar fins després de la mort de Fulton i va ser batejat en el seu honor.
Des d'octubre de 1811 fins a gener de 1812, Fulton, juntament amb Livingston i Nicholas Roosevelt (1767–1854), van treballar junts en un projecte conjunt per construir un nou vaixell de vapor, el New Orleans 2, prou resistent per baixar els rius Ohio i Mississipí fins a Nova Orleans, Louisiana. Va viatjar des de Pittsburgh industrial, Pennsilvània, on es va construir, amb parades a Wheeling, Virgínia Occidental; Cincinnati, Ohio; passat les Cascades de l'Ohio a Louisville, Kentucky; a prop de Cairo, Illinois, i la confluència amb el riu Mississipí; i baixant més enllà de Memphis, Tennessee, i Natchez, Mississipí, fins a Nova Orleans unes 90 milles per riu des de la costa del Golf de Mèxic. Això va ser menys d'una dècada després que els Estats Units haguessin adquirit el Territori de Louisiana de França. Aquests rius no estaven ben assentats, cartografiats o protegits. Aconseguint aquest primer viatge innovador i demostrant també la capacitat del vaixell de vapor per viatjar riu amunt contra els poderosos corrents fluvials, Fulton va canviar tota la perspectiva del comerç i el transport per al cor nord-americà.
Fulton va ser escollit membre de l’American Antiquarian Society el 1814.

## Vida personal

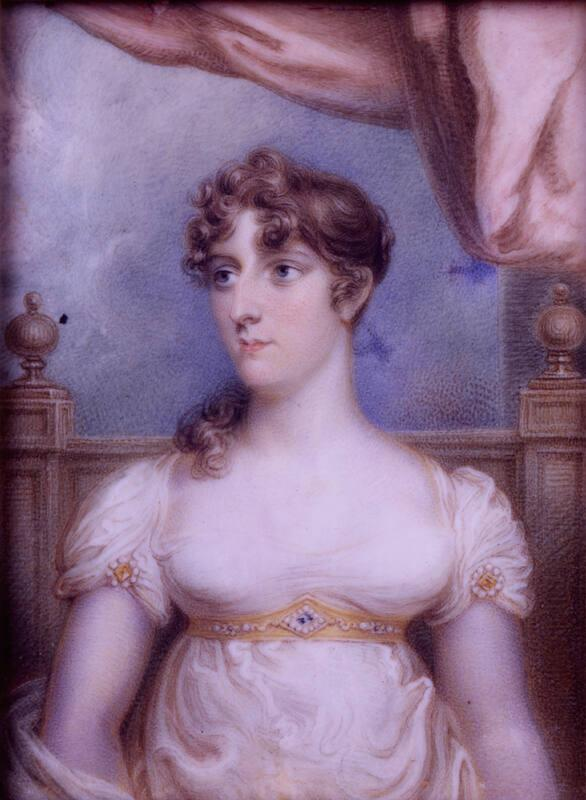
Retrat de Fulton de Harriet Livingston

Abans del seu matrimoni el 1808, Robert Fulton va tenir una varietat de relacions homosexuals i poliamoroses. Famós va ser un  ménage à trois amb la famosa parella de filantrops Ruth i Joel Barlow mentre va viure a París amb ells durant sis anys. Les cartes entre ells revelen una relació sexual entre tots tres, incloses notes del revolucionari i patriota estatunidenc Joel Barlow demanant-li en un llenguatge de conversa infantil que tingués un meravellós estiu de plaer sexual amb la seva dona mentre estava fora i, el que és important, que no ha de deixar que… el seu bell cos es trastorni, i si fa alguna cosa malament, vindrà a tallar-li el penis. Després de marxar de París, va viure dos anys al castell de William Courtenay, 9è comte de Devon, un homosexual conegut, encara que no hi ha proves epistolars confirmades d'una relació sexual entre ells.
El 8 de gener de 1808, Fulton es va casar amb Harriet Livingston (1783–1826), filla de Walter Livingston i neboda de Robert R. Livingston, homes destacats de la zona del riu Hudson, la família dels quals datava de l'època colonial. Harriet, que era dinou anys més jove que ell, tenia una bona educació i era una pintora i música aficionada. Junts, van tenir quatre fills;
- Robert Barlow Fulton (1808–1841), que va morir solter.[21]
- Julia Fulton (1810–1848), que es va casar amb l'advocat Charles Blight de Filadèlfia.[21]
- Cornelia Livingston Fulton (1812–1893), que es va casar amb l'advocat Edward Charles Crary (1806–1848) el 1831.[20]
- Mary Livingston Fulton (1813–1861), que es va casar amb Robert Morris Ludlow (1812–1894), pares de Robert Fulton Ludlow.[4]

Durant el seu matrimoni, va proposar un quartet amb ell, la seva dona i Ruth i Joel Barlow a Washington DC, però Harriet va rebutjar l'oferta. Fulton va morir el 1815 a la ciutat de Nova York de tuberculosi. Havia anat caminant cap a casa pel riu Hudson gelat quan un dels seus amics, Thomas Addis Emmet, va caure pel gel. En rescatar el seu amic, Fulton es va remullar amb aigua gelada. Es creu que va contraure pneumònia. Quan va arribar a casa, la seva malaltia va empitjorar. Li van diagnosticar tuberculosi i va morir als 49 anys. Després de la seva mort, la seva vídua es va tornar a casar amb Charles Augustus Dale el 26 de novembre de 1816.
Està enterrat al cementiri de l'Església episcopal de la Trinitat al carrer Wall Street a la ciutat de Nova York, prop d'altres nord-americans notables com els antics secretaris del Tresor dels Estats Units, Alexander Hamilton i Albert Gallatin. Els seus descendents són Cory Lidle, un antic llançador de beisbol de la Lliga Major.

## Llegat

### Honors pòstums
La Commonwealth de Pennsilvània va donar una estàtua de marbre de Fulton a la National Statuary Hall Collection al Capitoli dels Estats Units. Fulton també va ser homenatjat pel seu desenvolupament de la tecnologia de vaixells de vapor a la celebració del Centenari Hudson-Fulton de Nova York el 1909. Per a l'ocasió es va construir una rèplica del seu primer vaixell de vapor propulsat per vapor, el Clermont.
Cinc vaixells de la Marina dels Estats Units han portat el nom d’USS Fulton.
El Fulton Hall de l’Acadèmia de la Marina Mercant dels Estats Units acull el Departament d'Enginyeria Marina i inclou laboratoris d'enginyeria dièsel i de vapor, refrigeració, enginyeria marina, termodinàmica, proves de materials, taller de màquines, enginyeria mecànica, soldadura, maquinària elèctrica, sistemes de control, circuits elèctrics., simuladors de sala de màquines i gràfics.

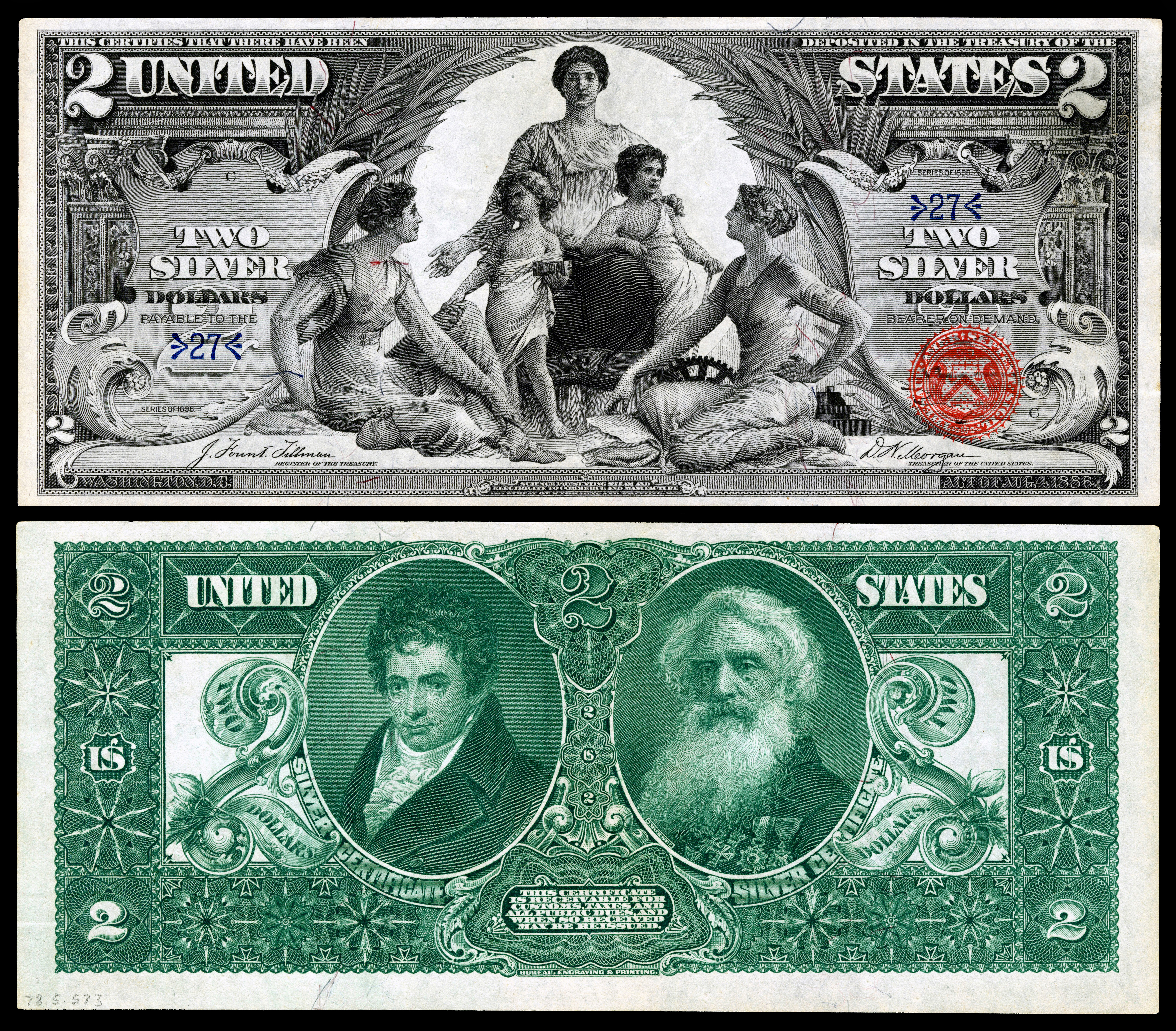
Robert Fulton (amb Samuel FB Morse) representat al revers del certificat de plata de 2 dòlars de 1896 del Tresor dels Estats Units

Les estàtues de bronze de Fulton i Cristòfor Colom representen el comerç a la balustrada de les galeries de la sala de lectura principal de l’edifici Thomas Jefferson de la Biblioteca del Congrés a Capitol Hill a Washington, DC. Són dues de les 16 figures històriques, cada parella representa un dels 8 pilars de la civilització.
El govern de Guatemala l'any 1910 va erigir un bust de Fulton en un dels parcs de la Ciutat de Guatemala.
El 2006, Fulton va ser inclòs al Saló de la fama dels inventors nacionals a Alexandria, Virgínia.

### En la cultura popular
La pel·lícula de 1940 de la 20th Century-Fox, Little Old New York, basada en una obra de teatre de 1920 de Rida Johnson Young, és una versió ficcionada de la vida de Fulton des de la seva arribada a Nova York fins a la primera navegació del Clermont. L'actor britànic Richard Greene va interpretar Fulton amb Brenda Joyce com a Harriet Livingston. Alice Faye i Fred MacMurray van interpretar els amics del moll que ajuden Fulton a superar els problemes per fer realitat el seu somni.
Durant la dècada del 1960, la televisió de la BBC va produir un relat de ficció sobre el paper de Fulton. A la primera sèrie, Triton (1961, refet el 1968), dos oficials de la marina britànic, el capità Belwether i el tinent Lamb, estan implicats en l'espionatge de Fulton mentre treballa per als francesos. A la seqüela, Pegasus (1969), es sorprenen de trobar-se treballant amb Fulton després que aquest canviés de bàndol. A la sèrie de 1961, Fulton va ser interpretat per Reed De Rouen, a les sèries de 1968 i 1969 per Robert Cawdron.
L'autor James McGee va utilitzar els experiments de Fulton en les primeres guerres submarines (contra vaixells de Guerra de fusta) com a element argumental important en la seva novel·la de 2006 Ratcatcher.
Invasion (2009), la desena novel·la de la sèrie de guerra naval Kydd de Julian Stockwin, utilitza Fulton i el seu submarí com a element argumental important.
Fins al 2016, Disney Springs a Walt Disney World tenia un restaurant anomenat Fulton's Crab House amb un edifici en forma de vaixell de vapor.